# Fandom de Harry Potter

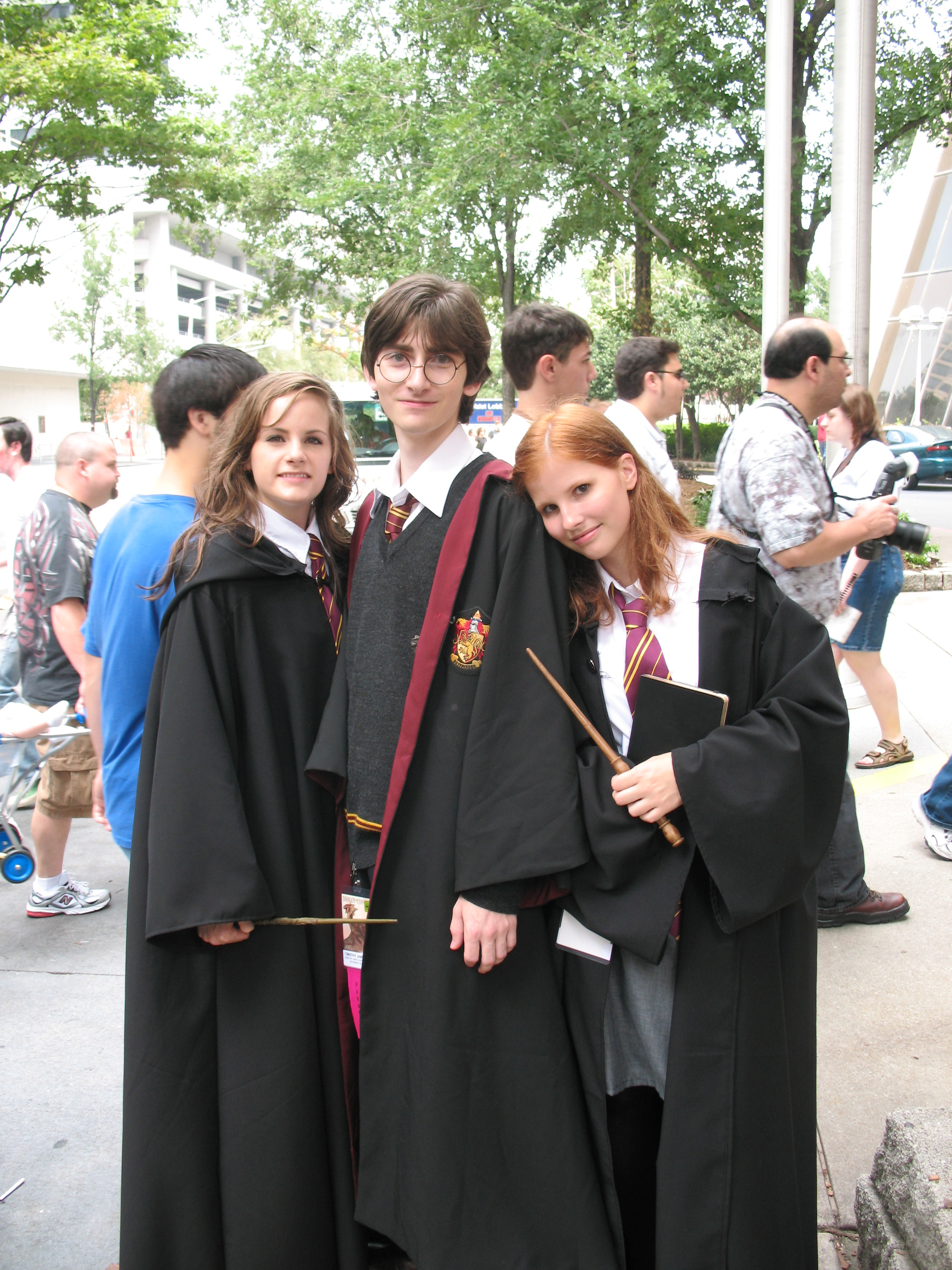
Fans en costumes.

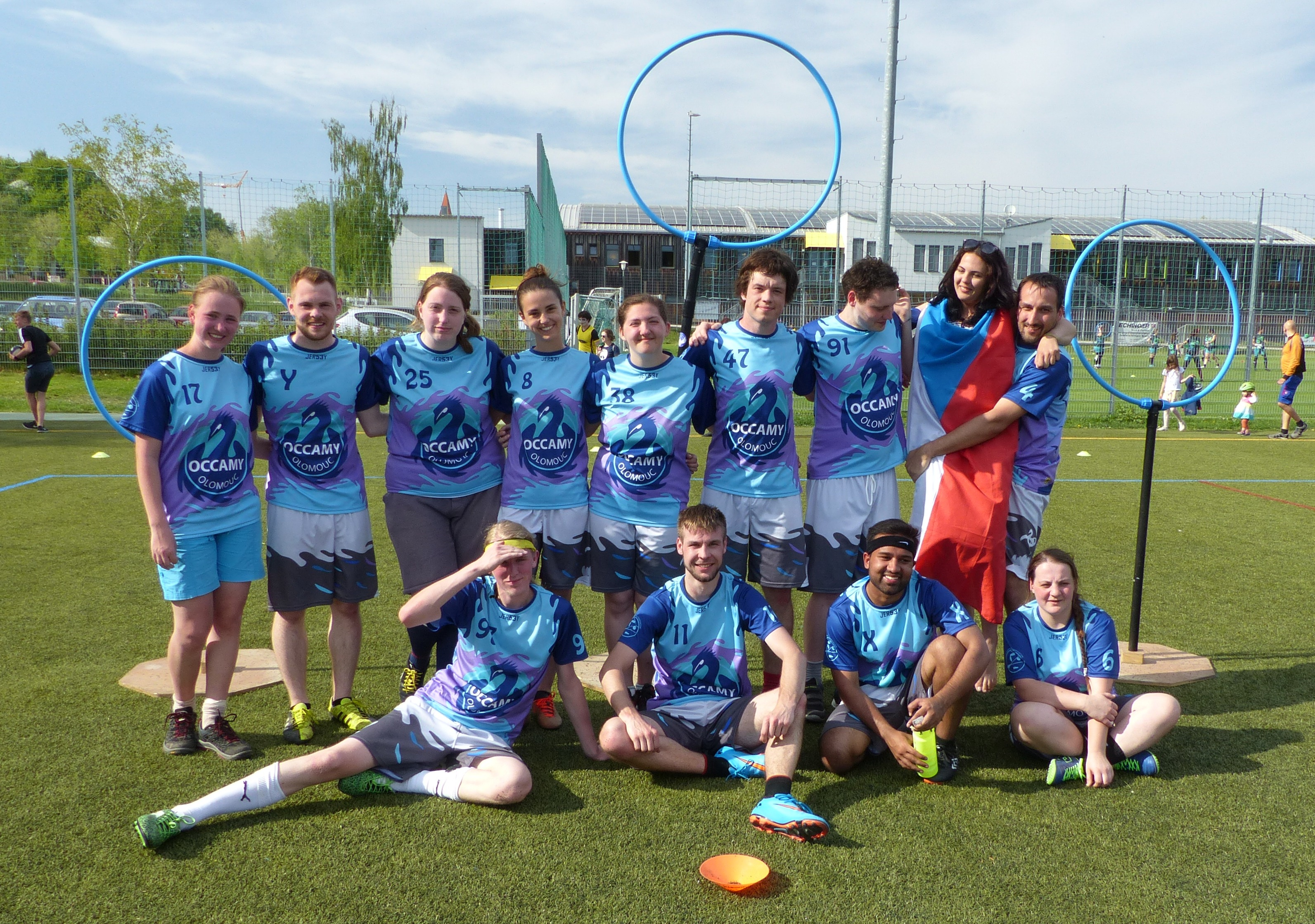
Équipe de quidditch moldu (ou quadball).

La fandom de Harry Potter est la communauté de fans des livres et films Harry Potter qui participe aux activités de divertissement qui s’articulent autour de cette série, comme l’écriture et la lecture de fan fictions (les Potterfictions), la création et la demande de fan art, la participation à des jeux de rôle ou la socialisation sur des forums basés sur Harry Potter. La communauté interagit aussi bien en ligne qu’hors ligne au cours de conventions de fans, du cosplay, de visites de lieux iconiques essentiels aux livres ou à la production des films, ou des soirées organisées pour la sortie de chaque livre à minuit et de chaque film.
Avant la sortie du quatrième livre de la série, la légion de fans est devenue si importante que de considérables mesures de sécurité ont dû être prises pour s’assurer qu’aucun livre n’était acheté avant la date de sortie officielle. Harry Potter est considéré comme l’une des rares franchises littéraires rassemblant nombre de personnes de générations et sexes différents, malgré la commercialisation originale de J. K. Rowling de ces livres comme étant à destination des pré-adolescents et des adolescents,.

## Pottermania

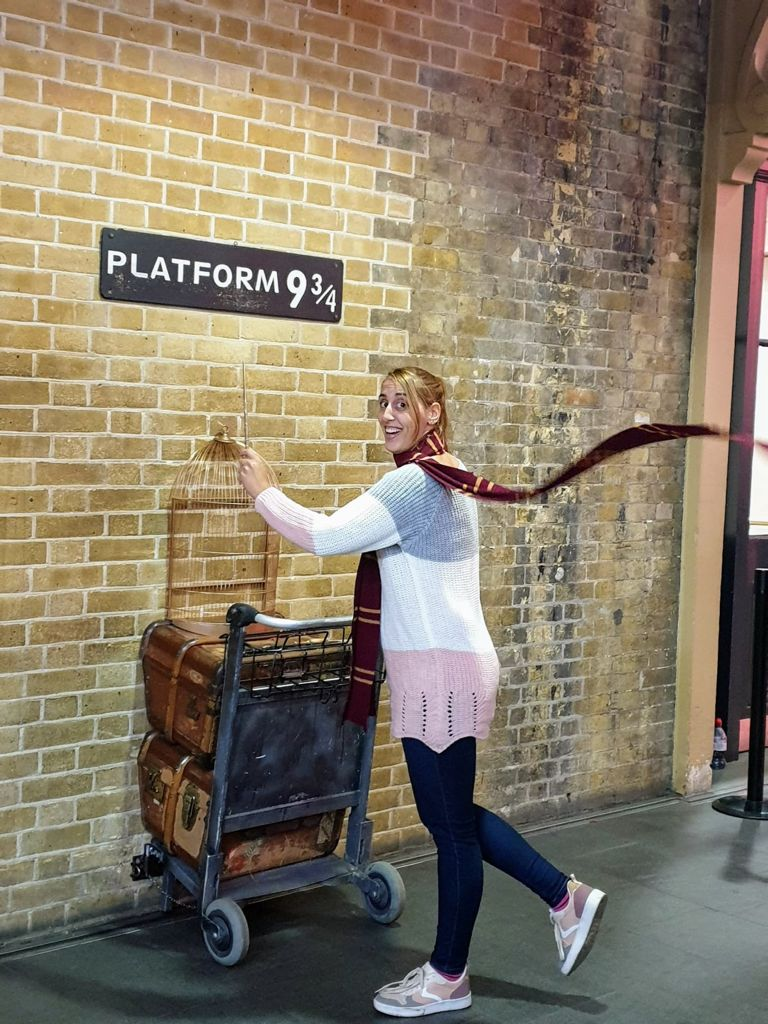
Une fan de Harry Potter, posant à la gare de King's Cross.

Pottermania est un terme informel utilisé pour la première fois en 1999 environ, pour décrire l’engouement créé par la série Harry Potter auprès de ses fans. Les fans organisent des soirées pour célébrer la sortie à minuit des quatre derniers livres de la série dans des librairies qui restent ouvertes la nuit de la date de sortie. En 2005, Entertainment Weekly a inclus la sortie à minuit de Harry Potter et la Coupe de feu dans sa liste Entertainment's Top Moments (meilleurs moments de divertissement, en français) des vingt-cinq dernières années.
Les fans les plus fervents sont dénommés Potterheads. Certains d’entre eux ont même pris Harry Potter comme thème pour leurs noces. Un guide nuptial en inclut même deux avant la sortie du dernier film de la série, qui se propagent rapidement dans la communauté sur Facebook, Twitter et Tumblr. 
L’engouement autour de la saga est évoqué notamment dans le roman de Lauren Weisberger, Le Diable s'habille en Prada, publié en 2003, tout comme dans son adaptation cinématographique datant de 2006. Dans l’histoire, la protagoniste Andrea Sachs est sommée de récupérer deux copies du prochain épisode de la série pour les jumeaux de son patron avant leur publication pour qu’ils puissent être envoyés en France où les enfants et leur mère passent leurs vacances. De très nombreuses œuvres cinématographiques, télévisuelles, littéraires et musicales font aussi référence à Harry Potter et à son univers,.
Parmi les célébrités fans de Harry Potter, on compte notamment : Lily Allen, Guillermo del Toro, Stephen King, Keira Knightley, Jennifer Lawrence, Evanna Lynch, Liam Neeson, Barack Obama, Simon Pegg, Seth Rogen et Matt Smith.

## Sites de fans
Il existe de nombreux sites internet de fans traitant de Harry Potter, les plus anciens étant apparus environ en 1997 ou 1998,. J. K. Rowling a une relation ouverte avec ses fans, et entre 2004 et 2007, elle remet périodiquement un « fan site award » (un prix pour site de fans) sur son site officiel. Le premier site à être ainsi primé est Immeritus, un site de fans principalement dédié à Sirius Black, et à propos duquel J. K. Rowling écrit : « Je suis si fière du fait qu'un personnage, que j'ai toujours beaucoup apprécié, bien qu'il ne soit jamais apparu dans les livres que par une sombre présence, a obtenu un fan-club passionné ».
En 2004, après Immeritus, Rowling honore quatre autres sites. Le premier est Godric's Hollow, mais pendant un certain temps, le nom du domaine du site a été occupé par des publicitaires et son contenu a été perdu. Il n’y a plus trace sur le site de Rowling que Godric's Hollow a gagné ce prix, bien que le site soit réapparu en 2010 avec une bonne partie de son contenu original manquant. Le site suivant est le Harry Potter Lexicon, une encyclopédie en ligne que J. K. Rowling a admis consulter lorsqu’elle écrit en dehors de chez elle, pour éviter à avoir à acheter un exemplaire d’un de ses livres. Elle a désigné le Lexicon comme « pour les dangereusement obsessifs ; mon habitat naturel ». Le troisième site primé en 2004 est Mugglenet (en), un site informant des dernières nouvelles à propos du monde des sorciers, sous forme d’éditoriaux, de forums et d’un podcast. « Il était grand temps que je rende hommage au grand MuggleNet » a écrit Rowling quand elle a attribué ce prix, listant toutes les particularités du site qu’elle appréciait, incluant « les informations quasi-exhaustives concernant tous les livres et tous les films ». Le dernier site honoré de cette année-là est HPANA (en) (Harry Potter Automatic News Aggregator ou « agrégateur automatique des nouvelles sur Harry Potter »), premier site de fans jamais visité par J. K. Rowling. Selon elle, le site s’est « rapidement démarqué sur les nouvelles sur Harry Potter par rapport aux autres sites », elle le dit également « fantastiquement facile d’utilisation ».
En 2005, seul The Leaky Cauldron (en) est récompensé. Des mots de l’auteure, « C’est pour son secret le moins bien gardé que je suis fan de The Leaky Cauldron », qu’elle qualifie de « mine exceptionnellement bien conçue d’informations véritables sur toutes choses concernant Harry Potter ». À une autre occasion, Rowling a désigné The Leaky Cauldron comme son « site de fans favori ». En 2006, le site brésilien Potterish est le seul à être primé, en reconnaissance de son « style, [son] expertise sur Harry Potter et [ses] reportages responsables ».
En mai 2007, c’est la Harry Potter Fan Zone (en) qui reçoit le prix du site de fans. Rowling reconnaît des éditoriaux pertinents et félicite le site pour son équipe jeune et dédiée. En décembre 2007, le prix est attribué à The Harry Potter Alliance (« l’alliance Harry Potter »), une campagne visant à mettre fin aux discriminations, aux génocides, à la pauvreté, le SIDA, le changement climatique et d’autres « réelles forces du mal », reliant ces problèmes aux livres. Rowling a qualifié le projet d'« extraordinaire » et « particulièrement inspirant », et compare sa mission aux « valeurs pour lesquelles l’Armée de Dumbledore se bat dans les livres ». Dans un article qui lui est consacré dans le Time, Rowling exprime sa gratitude pour le travail fructueux du site, attirant l’attention et apportant des niveaux d’adhésion parmi les coalitions anti-génocide.
Pendant un temps, Warner Bros., qui possède les droits de Harry Potter et ses filiales, essaie de faire fermer ces sites. Cette tentative infructueuse se termine finalement par l’invitation des webmasters des sites les plus populaires à des avant-premières de films Harry Potter et à des visites des plateaux de tournage des films, en raison de leur proximité avec les fans. Les cadres de Warner Bros. ont reconnu que beaucoup de fans sont déçus que certains éléments des livres ont été mis de côté, tout en n’évitant pas la critique : « inclure les Sites de fans dans le processus est quelque chose que nous ressentons comme vraiment important ».
Ces sites de fans contiennent des mises à jour de nouvelles dans le monde des livres, des films et à propos des membres de la distribution des films par l’utilisation de forums, de galeries d’images ou de vidéos. Ils hébergent également des créations soumises par des utilisateurs, comme du fan art ou des fanfictions.

### Podcasts
La communauté de fans de Harry Potter embrasse les podcasts comme un éclairage régulier, souvent hebdomadaire, sur les dernières discussions au sein de la fandom. Apple a hébergé deux de ces podcasts, MuggleCast (en) et PotterCast (en). Tous deux ont atteint le haut du classement des podcasts sur iTunes. Aux prix 2006 des podcasts, quand MuggleCast et PotterCast ont tous deux reçu deux nominations dans les deux mêmes catégories, les deux podcasts se sont alliés et ont demandé à leurs auditeurs de voter pour le PotterCast dans la catégorie du meilleur divertissement et MuggleCast pour celle du choix du public. Ainsi, chacun des podcasts a gagné dans sa catégorie respective.

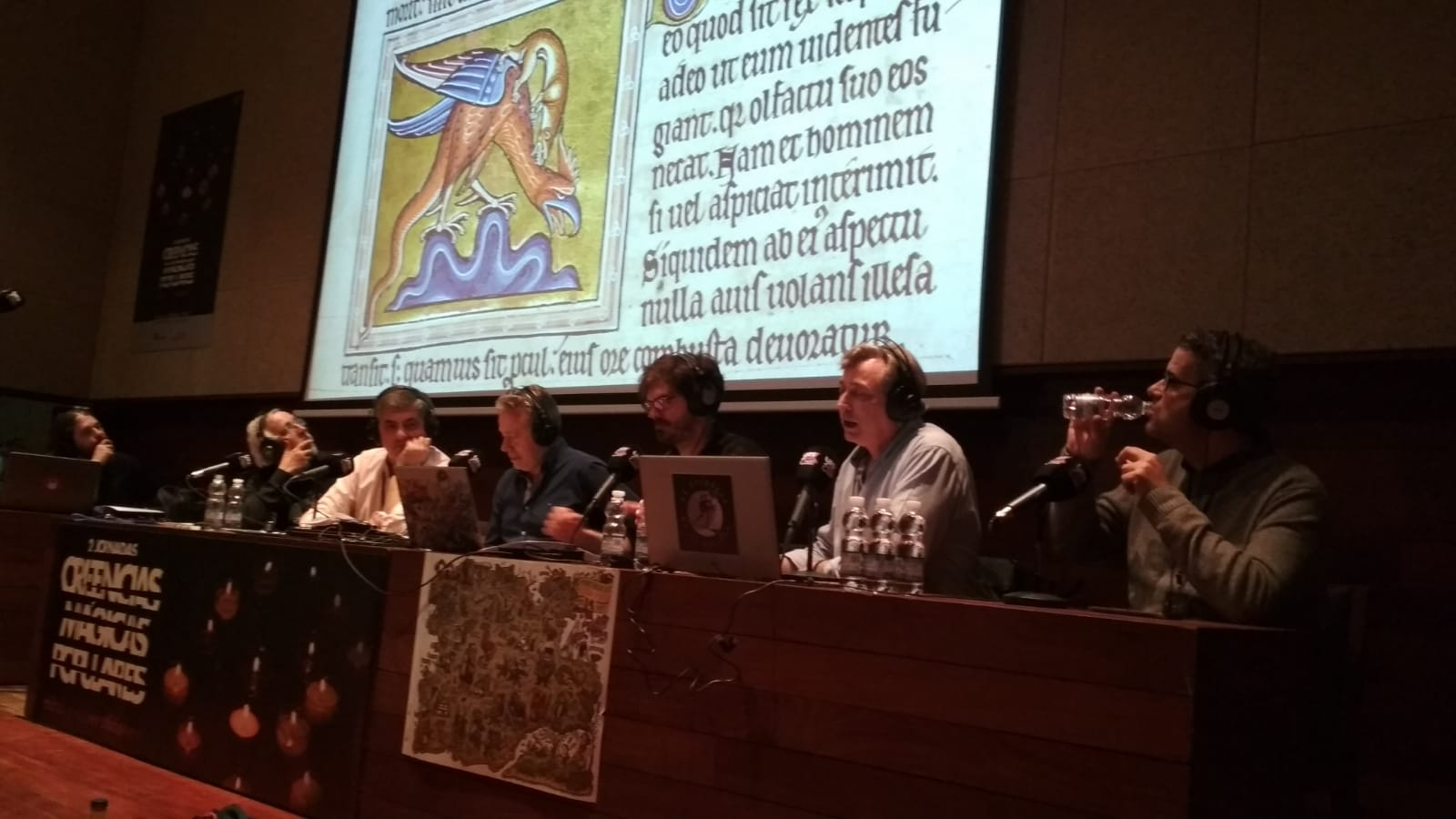
Enregistrement d'un podcast en 2019 sur le thème des créatures légendaires.

MuggleCast, animé par des membres de l’équipe de MuggleNet, est créé en août 2005, peu après la sortie de Harry Potter et le Prince de sang-mêlé. Le premier podcast s’est concentré sur les horcruxes, « R.A.B. », le film Harry Potter et la Coupe de feu, sortant en salles deux mois après ce premier podcast, et le site web DumbledoreIsNotDead.com (« Dumbledore n'est pas mort »). Depuis lors, MuggleCast a diffusé des discussions chapitre par chapitre, des analyses de personnage, et un débat autour de la « théorie de la semaine ». MuggleCast inclut aussi de l’humour dans ses podcasts avec des séquences comme Spy on Spartz (« espionner Spartz »), au cours de laquelle les animateurs appellent le webmaster de MuggleNet, Emerson Spartz, et partagent avec les auditeurs sa position ou son activité actuelle. Jamie Lawrence, un membre anglais de l’équipe du site, raconte la blague britannique de la semaine et le présentateur Andrew Sims lit un mail envoyé à MuggleNet et contenant une requête étrange ou un texte incohérent (séquence appelée Huh?! Email of the Week ou, en français, « Huh?! Mail de la semaine »). MuggleNet reste le podcast consacré à Harry Potter le mieux noté sur Internet. Le site de MuggleCast continue de servir de ressource pour des fans de Harry Potter voulant (re)découvrir l'émission.
PotterCast démarre moins de deux semaines après que MuggleCast a diffusé son premier podcast. Produit par The Leaky Cauldron, il diffère de MuggleCast par son programme plus structuré, incluant diverses séquences et l’implication de plus de personnes, venant du personnel de The Leaky Cauldron, comparé à MuggleCast. C’est aussi le premier programme à proposer régulièrement des interviews de personnes directement impliquées dans la création des livres ou des films. La première émission a ainsi inclus l’interview de Stuart Craig, directeur artistique des films, et de Bonnie Wright, actrice incarnant Ginny Weasley. PotterCast a également interviewé Matthew Lewis, jouant Neville Londubat, Evanna Lynch (Luna Lovegood), Jamie Waylett (Vincent Crabbe), Rupert Grint (Ron Weasley), Chris Columbus, Alfonso Cuarón, Mike Newell (les réalisateurs des quatre premiers films), Arthur A. Levine et Cheryl Klein (éditeurs des livres à Scholastic), et Rowling elle-même.
Les deux sites sont des rivaux amicaux et ont déjà enregistré plusieurs émissions communes, qu’ils appellent The Leaky Mug, un podcast indépendant diffusé sur un canal différent, de temps en temps. Des podcasts communs en direct ont eu lieu à New York, Las Vegas et en Californie. Il arrive parfois que les animateurs d’un podcast soient invités par l’autre.

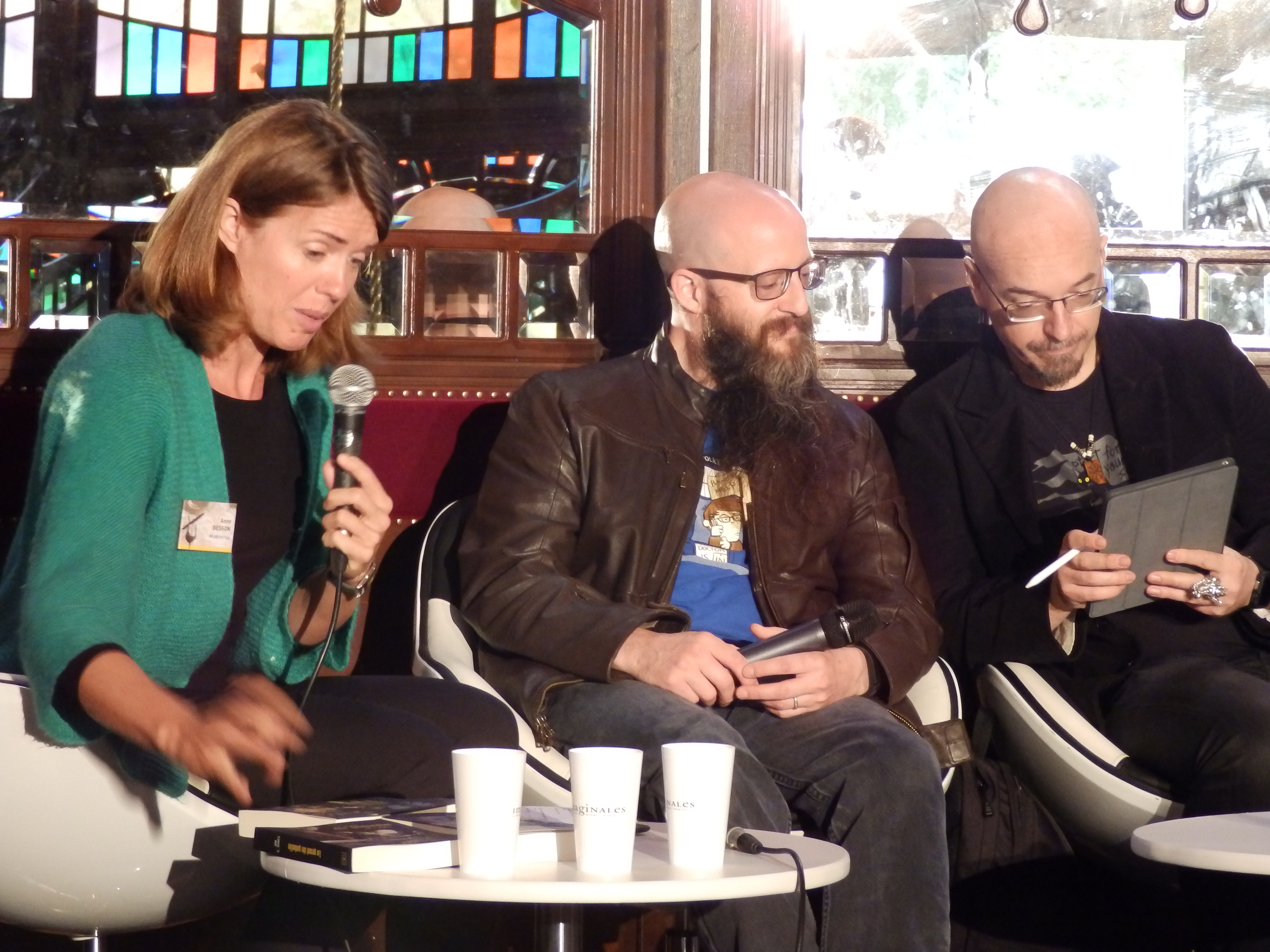
Anne Besson, invitée régulière de La Gazette du sorcier (ici avec Jim C. Hines et Lionel Davoust lors de la 16e édition des Imaginales à Épinal en mai 2017).

En France, le site de La Gazette du sorcier publie régulièrement trois principaux podcasts : Salut les Sorciers ! traite de l'actualité du monde magique ou des débats thématiques ; ASPIC, l’Académie des Sorciers aborde des sujets thématiques en présence de professeurs d'universités, écrivains et spécialistes francophones (tels que Anne Besson, Aurélie Lacassagne, Vincent Ferré, Silène Edgar, Blandine Le Callet, Valère Ndior et Nicolas Rousseau, Pierre-Brice Stahl, Mélanie Fazi, etc.), et Le Rapel’tout résume l’actualité du monde magique.
Parmi les autres podcasts connus sur Harry Potter, on peut citer Harry Potter et le Texte Sacré (en), au cours duquel sont lus les livres comme des textes religieux ; Witch, Please, qui porte un regard sur les livres par le prisme féministe, et Potterotica, au cours duquel des acteurs lisent des fanfictions sur Harry Potter,.

## Potterfiction

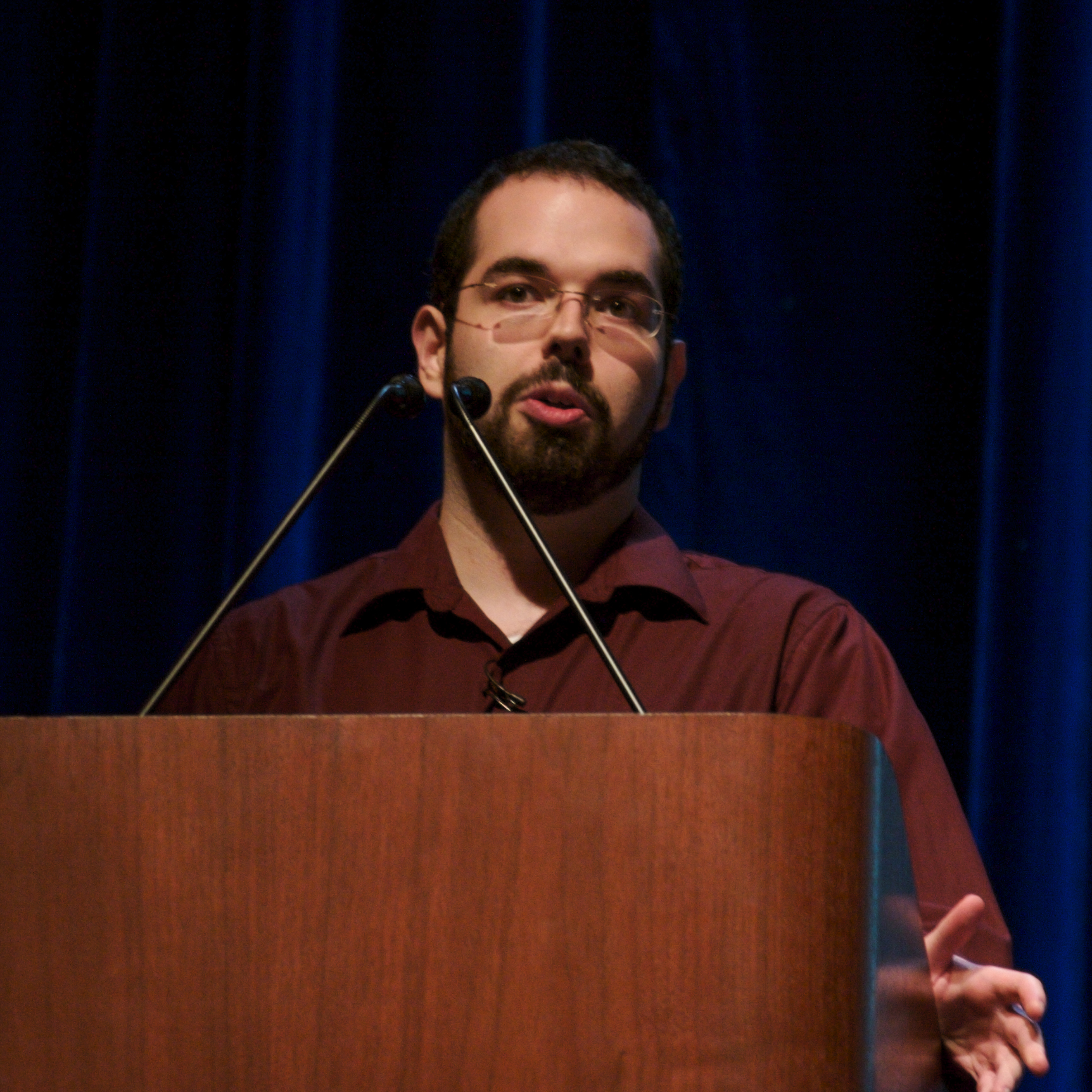
Eliezer Yudkowsky, auteur de la potterfiction à succès Harry Potter et les Méthodes de la rationalité publiée entre 2010 et 2015.

Le mot potterfiction est un néologisme créé à partir des mots « Potter » et « fiction », et désignant une fanfiction se déroulant dans l'univers fictif de Harry Potter créé par J. K. Rowling.
Sur internet, on peut les retrouver sur des sites classiques de fanfiction comme Fanfiction.net, ou Harrry Potter Fanfiction, des communautés LiveJournal, des sites spécialisés de potterfictions, ou encore sur des forums. Une étude menée en mars 2007 démontre que Harry Potter est le sujet de fanfiction le plus recherché en ligne, et il existe un nombre très important de fanfictions concernant Harry Potter. Cette prééminence exceptionnelle des fictions inspirées par le sujet peut être expliquée de plusieurs manières. Le manque créé par l'attente des livres de Rowling à paraître s'est fait ressentir fortement chez une grande partie des lecteurs. Ce manque s'est particulièrement fait ressentir à partir de l'été 2000, à la fin du tome 4, Harry Potter et la Coupe de feu, à cause d'un délai inhabituellement long d'arrivée du tome 5, et parce que le retour de Voldemort changeait du tout au tout les données de l'affrontement. D'autre part, l'inscription dans la durée et l'évolutivité des personnages, qui vieillissent avec les lecteurs, est source d'identification plus grande et donc de transposition des situations de vie. La nature même du contexte (école de sorcellerie) incite également à transgresser les règles de manière à explorer les domaines improbables dans un autre ouvrage : voyage temporel, artefacts et pouvoirs exceptionnels, insertion de légendes et mythes d'origines variées (comme le fait d'ailleurs J. K. Rowling).
On retrouve dans les potterfictions les différentes catégories de fanfictions. Les fictions peuvent se présenter comme une « suite » des premiers tomes de Harry Potter. Elles suivent généralement pour cela le plan habituel des ouvrages de Harry Potter (vacances chez les Dursleys, visite au chemin de Traverse, etc.) mais développent parfois des schémas plus novateurs ; à la fin des sept tomes, des Potterfictions racontent la suite de l'histoire, comme l'évolution de la progéniture des personnages principaux de la saga. Elles peuvent également se présenter comme des ajouts par l'inclusion de scènes inédites. Au nombre de celle-ci, on retrouve des potterfictions se déroulant à l'époque des Maraudeurs, voire plus rarement à celle d'Albus Dumbledore, ou se concentrant sur un personnage secondaire de la saga. Des personnages totalement originaux créés par les fans peuvent aussi y être intégrés, remplissant le plus souvent un rôle clé dans l'histoire. Généralement, la présence de ceux-ci influe sur le dénouement des tomes et offre une nouvelle finalité à la série. Il existe également des fictions de type UA ou AU (Univers Alternatif ou Alternate Universe en anglais), où des éléments des romans sont ignorés, à plus ou moins grande échelle. Une autre distinction est classiquement faite entre les romances hétérosexuelles (het) et les romances homosexuelles (slash), comme dans la plupart des fanfictions.
J. K. Rowling adopte une position globalement positive vis-à-vis de la fanfiction. En 2004, elle a déclaré trouver « très flatteur que les gens aiment autant les personnages ». Cependant, elle aurait également été « alarmée par des informations pornographiques ou sexuellement explicites qui ne sont clairement pas destinées aux enfants », selon son éditeur Neil Blair. Les avocats auraient envoyé une mise en demeure aux sites hébergeant du contenu pour adultes.
La potterfiction la plus commentée de l'histoire, avec plus de 35 000 critiques, est Harry Potter et les Méthodes de la rationalité d'Eliezer Yudkowsky, publiée en 2010,. En 2007, un web roman sur le personnage de James Potter, intitulé James Potter and the Hall of Elders' Crossing, a été écrit par un animateur en informatique nommé George Lippert. Le livre a été écrit en tant que supplément après Harry Potter et les Reliques de la Mort, et a finalement été approuvé par J. K. Rowling elle-même.

## Fan films et séries
Un film de fans italien préquelle, Voldemort : Les Origines de l'héritier, décrit la montée en puissance de Tom Jedusor,,. La bande-annonce sortie en juin 2017 est vue plus de 3 millions de fois sur Facebook, moins de 48 heures après sa publication. Le film entier est diffusé le 13 janvier 2018. Il est vu plus de 12 millions de fois durant les dix jours suivant sa sortie. 
Hermione Granger et la Crise du quart de vie (en) est une série en ligne centrée sur Hermione Granger et sa vie après Poudlard. L’actrice retenue pour le rôle d’Hermione, auditionnée en tant que femme noire, est Ashley Romans. Dans cette série, Hermione a rompu avec Ron Weasley et a déménagé à Los Angeles pour faire le point sur sa vie et ses choix.

## Conventions

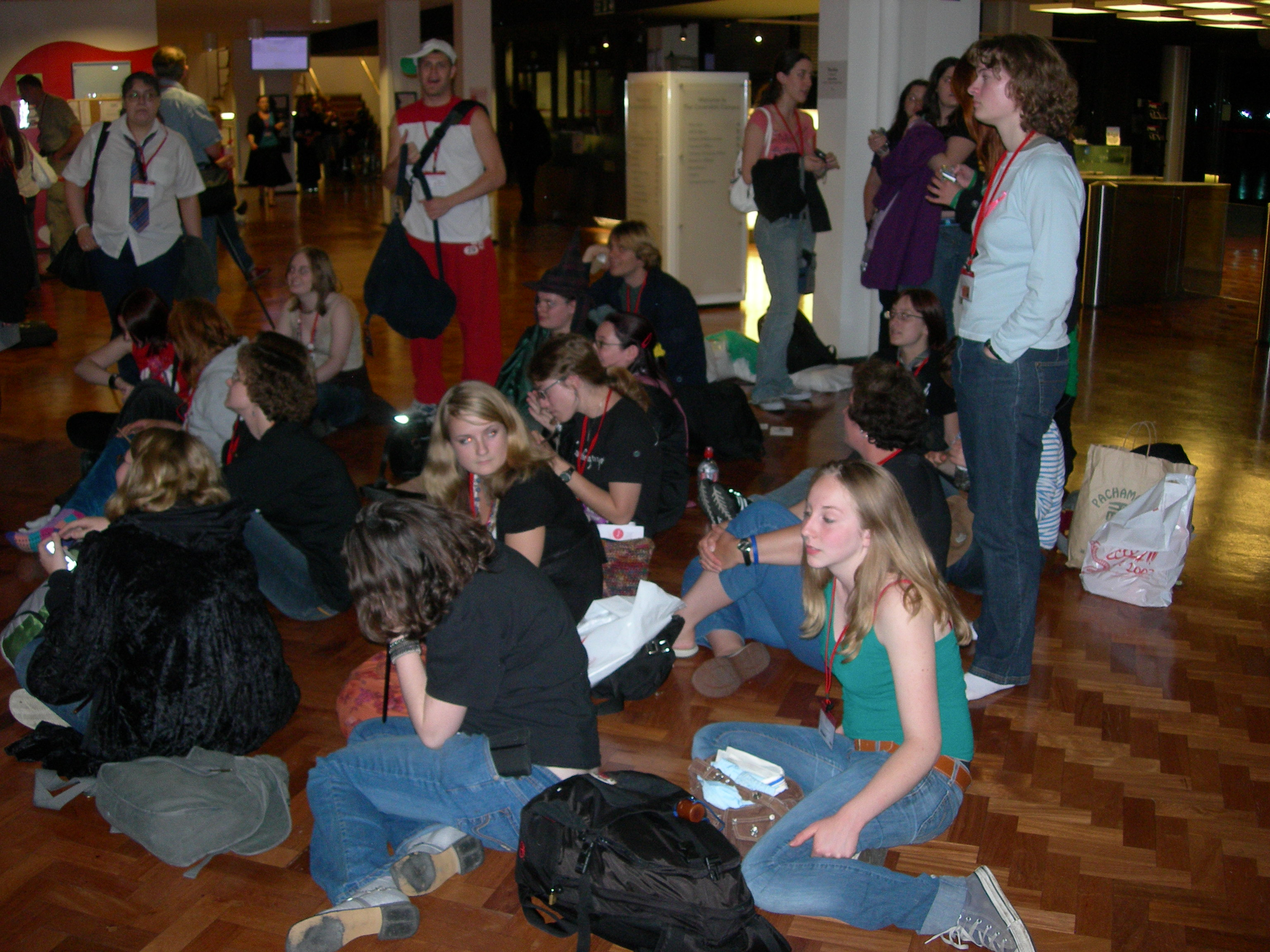
Participants à la conférence Sectus Harry Potter à Londres, attendant la sortie à minuit de Harry Potter et les Reliques de la Mort.

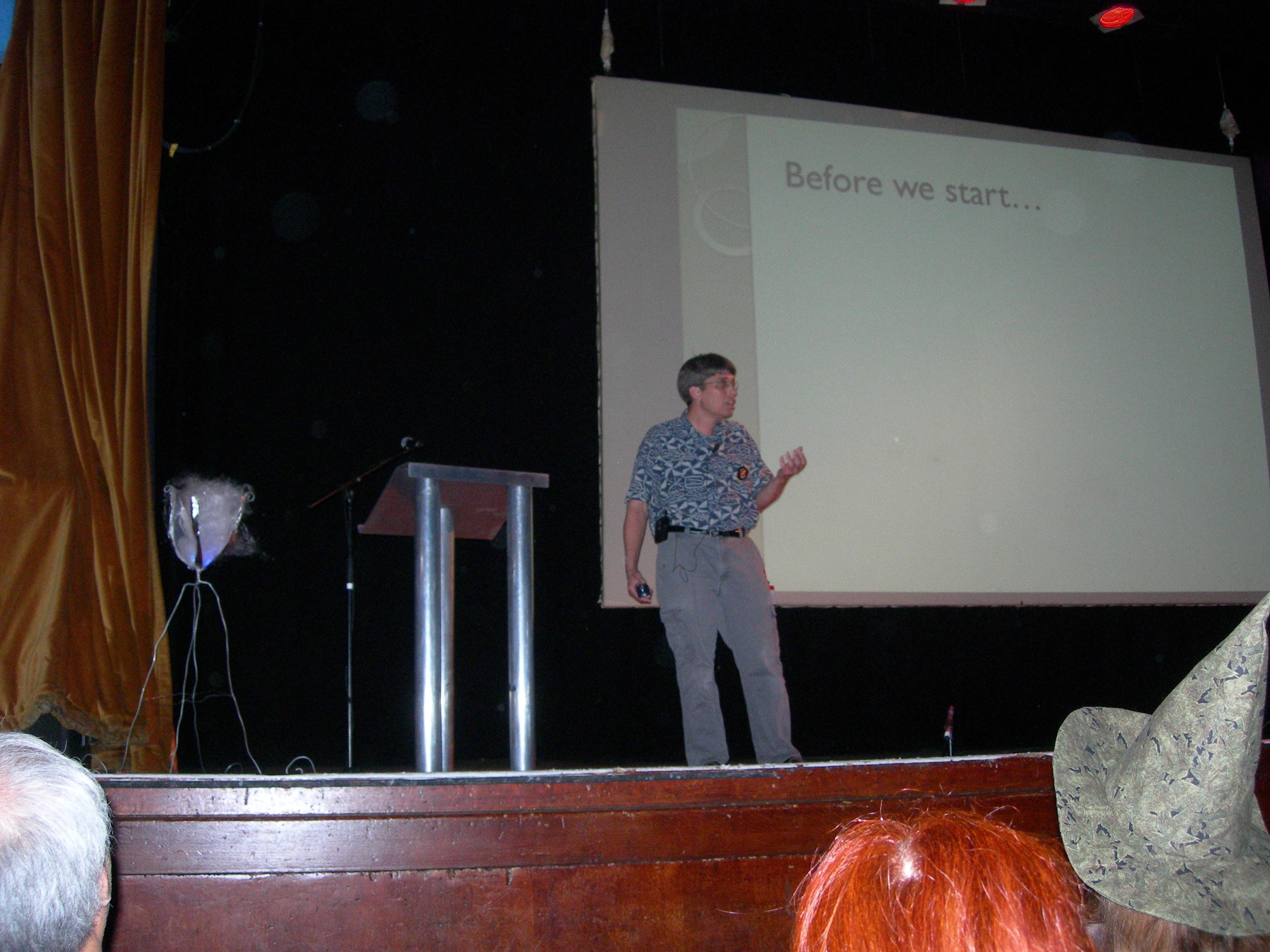
Steve Vander Ark, créateur du site The Harry Potter Lexicon, à la conférence Sectus Harry Potter à Londres en 2007.

Les conventions de fans sont un autre moyen qu'a la fandom pour se réunir. Des conventions telles que Prophecy, LeakyCon (en), Infinitus, Azkatraz, et Ascendio ont conservé un accent académique en accueillant des professionnels comme intervenants principaux tout en gardant une atmosphère joyeuse et chaleureuse. Ont ainsi été accueillis des membres de la fandom de premier plan, comme Jenine Levine, propriétaire du site SugarQuill.net à Phoenix Rising en 2007, Melissa Anelli, administratrice de The Leaky Cauldron, toujours à Phoenix Rising en 2007 mais aussi au LeakyCon en 2009, 2011 et 2012, Sue Upton, ancienne rédactrice en chef de The Leaky Cauldron, à Prophecy en 2007, Paul et Joe DeGeorge du groupe de rock sorcier Harry and the Potters, à Prophecy en 2007 également mais aussi au LeakyCon en 2009, 2011 et 2012 (d'autres groupes bien connus du rock sorcier ont aussi été invités à des conventions comme The Remus Lupins, The Parselmouths, Ministry of Magic, et The Whomping Willows), Andrew Slack, fondateur de la Harry Potter Alliance (en), et StarKid, les acteurs des comédies musicales fans « A Very Potter Musical », « A Very Potter Sequel », et « A Very Potter Senior Year ».
Dans le même temps, les conventions tentent d'attirer la fandom avec d'autres activités ludiques centrées sur Harry Potter, souvent interactives, telles que des échecs version sorcier, du Quidditch aquatique, une projection des films Harry Potter, ou des immersions culturelles locales. Des podcasts sont souvent enregistrés en live, sur place, pendant ces événements, et des concerts de rock sorcier ont aussi pris une grande place au cours de certaines conventions,. Des acteurs des films Harry Potter ont aussi participé à des conférences ; Evanna Lynch, ayant incarné Luna Lovegood, Chris Rankin, ayant joué Percy Weasley, et d'autres ont fait des apparitions pour se livrer à  des sessions en live de questions-réponses ou à des présentations sur la série.
En plus de la programmation spécifique à la fandom, les éditions 2011 et 2012 de la LeakyCon ont aussi accueilli des « LitDays » - tout en incluant de nombreuses fandoms avec lesquelles les fans de Harry Potter se sont liés depuis la fin de la série. Les LitDays sont l'occasion de rencontres avec des auteurs, des agents et des éditeurs. Parmi les exemples majeurs, on peut citer John Green, auteur des romans primés pour jeunes adultes Nos étoiles contraires et Qui es-tu Alaska ?, Scott Westerfeld, auteur des séries de livres Uglies et Léviathan (Léviathan, Béhémoth et Goliath), et David Levithan, auteur de La Playlist infinie de Nick et Norah et de Dictionnaire d'un amour.
Parmi les activités proposées, on trouve également la visite de parc à thèmes, alors récemment ouvert, le monde des sorciers de Harry Potter (The Wizarding World of Harry Potter, en anglais), construit au sein de l'île de l'aventure d'Universal (Universal's Island of Adventure) à Orlando, en Floride. Aux conventions de fans de Harry Potter d'Infinitus en 2010, de LeakyCon en 2011,, et d'Ascendio en 2012, des événements spéciaux ont été organisés au parc à thèmes dédié à la série. Ces événements se tiennent après les horaires habituels de fermeture du parc pour les spectateurs de ces conventions ayant acheté des billets d'entrée afin d'explorer et d'expérimenter par eux-mêmes le parc. Sont également inclus aux programmes des discussions avec les concepteurs du parc, de la nourriture gratuite, de la bièraubeurre et des concerts de rock sorcier dans le parc.

## Festivals
La fandom a aussi l'occasion de se réunir au cours de nombreux festivals locaux. Aux États-Unis, il existe plusieurs exemples tels le Chestertown Harry Potter Festival, au Maryland, le Chestnut Hill (en) Harry Potter Festival, à Philadelphie, le festival d'Edgerton, au Wisconsin, ou encore le festival Spellbound organisé au Michigan en 2016, puis en Ontario en 2018 et dans l'état de New York en 2019. En France, la fandom a aussi pu se réunir pendant le Festival escape game et imaginaire de Saint-Macaire qui, pour sa première édition en 2019, s'est centré sur le monde des sorciers. On peut aussi citer le festival Harry Potter de 2018 d'Édimbourg, en Écosse.

## Débats deshipping
Au sein de la fandom anglophone, le terme ship, et ses dérivés shipping et shipper, est couramment utilisé comme abréviation du mot relationship (« relation amoureuse » en français).
La franchise Harry Potter a suscité des débats de shipping, certains fans soutenant une relation amoureuse entre Harry et son amie proche Hermione Granger, en contradiction aussi bien avec ceux souhaitant qu'Hermione soit en couple avec Ron Weasley, ami proche de Harry et Hermione, que ceux voulant que Harry soit le petit ami de Ginny Weasley, la petite sœur de Ron.
Des citations de Rowling semblant démentir la possibilité que Harry et Hermione finissent ensemble sont souvent réfutées par la croyance qu'il s'agit là d'affirmations délibérément absconses dans le but d'empêcher toute analyse de cette hypothèse – bien que de telles déclarations soient largement contestées, étant donné que ces affirmations soi-disant vagues incluent des formules comme « [Harry et Hermione] sont des amis très platoniques », et ont été répétées à au moins trois occasions distinctes.

## Jeux de rôle

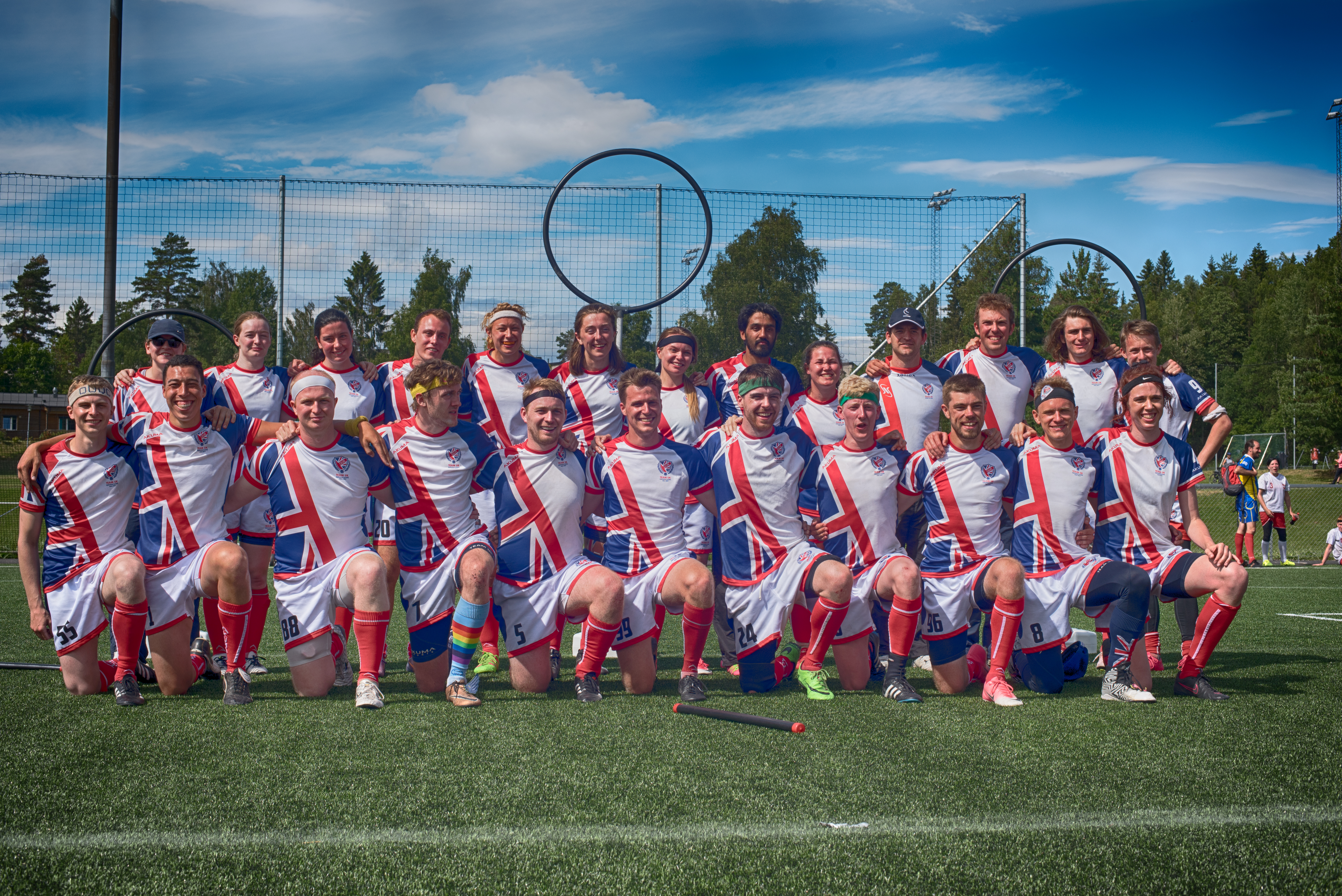
Équipe nationale de quidditch moldu du Royaume-Uni aux Jeux européens de quidditch, en 2017 à Oslo.

Le jeu de rôle est une caractéristique centrale du fandom Harry Potter. Il existe deux formes principales : le jeu de rôle sur Internet et le jeu de rôle grandeur nature (ou GN). 
Le GN implique souvent de reconstituer ou de créer une équipe de quidditch (moldu) originale. Les règles de match et le style de jeu varient selon les événements, mais ils sont généralement aussi proches que possible du sport fictif imaginé par J. K. Rowling.
Depuis 2019 est organisé régulièrement, dans plusieurs grandes villes de France et à Genève, un escape game géant s'inspirant de l'univers de Harry Potter : Mystères et sortilèges,,. Les participants choisissent leur maison (« Tigredor », « Becdaigle », « Oursouffle » ou « Selezard ») et tentent de résoudre une enquête et de gagner un maximum de points en parcourant leur ville à la recherche d'indices.
Le jeu de rôle basé sur Internet essaie de simuler l'expérience de Poudlard, l'école des sorciers. Certains sites internet, comme Poudlard Interactif (Poudlard.fr), sont basés sur des forums et mettent l'accent sur des cours dispensés par des membres et éditeurs des sites, afin que des internautes « élèves » gagnent des points pour leur maison respective. En 2007 est lancé World of Hogwarts (en anglais), un jeu de rôle MMORPG Harry Potter gratuit, via Second Life, qui se déroule dix ans après la bataille de Poudlard. Les participants peuvent y créer un avatar et interagir avec d'autres « étudiants », assister à des cours organisés par d'autres internautes, jouer au quidditch, passer leurs examens, gagner et perdre des points pour leur maison, visiter Pré-au-Lard, le chemin de Traverse et la forêt interdite, trouver un emploi au ministère de la Magie ou explorer plusieurs passages secrets à l'intérieur du château.

## Wizard Rock

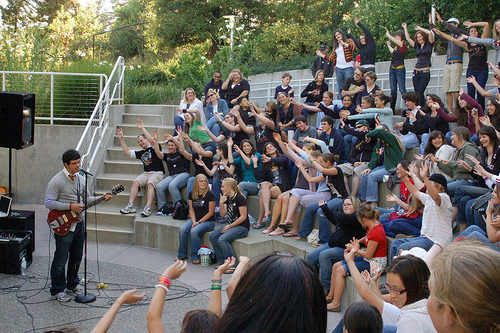
Concert de Harry and the Potters en juin 2007.

Le Wizard rock est un mouvement musical né en 2002 au Massachusetts, avec le groupe Harry and the Potters. Le mouvement s'est depuis développé à l'international, et s'est étendu à au moins 750 groupes, qui se composent principalement de jeunes musiciens qui écrivent et interprètent des chansons en lien avec l'univers de Harry Potter. Ces chansons sont souvent écrites du point de vue d'un personnage particulier des romans (généralement le personnage qui figure dans le nom du groupe).

## Source
- (en) Cet article est partiellement ou en totalité issu de l’article de Wikipédia en anglais intitulé « Harry Potter fandom » (voir la liste des auteurs).